# (20814) Laurajones
(20814) Laurajones (2000 SW292) – planetoida z pasa głównego asteroid okrążająca Słońce w ciągu 5,13 lat w średniej odległości 2,97 j.a. Odkryta 27 września 2000 roku.